# Ewald Wollny
Martin Ewald Wollny (Berlim, 20 de março de 1846 — München, 8 de janeiro de 1901) foi um professor da Universidade Técnica de Munique (desde 1872), pioneiro da agrofísica. No último terço do século XIX, acrescentou um conceito de ensino e investigação agronómico-físico à agricultura então fortemente orientada para a agro-cultura e a química. É considerado o fundador da física agrícola.

## Obras
Entre outras, é autor das seguintes obras:
- Editor & contributor of the "Forschungen auf dem Gebiete der Agrikulturphysik", 20 vols., 1878-1898
- Saat und Pflege der landwirtschaftlichen Kulturpflanzen, 1885
- Die Kultur der Getreidearten, 1887
- Der Einfluss der Pflanzendecke und der Beschattung auf die physikalischen Eigenschaften und Fruchtbarkeit des Bodens, 1877
- Die Zersetzung Der Organischen Stoffe und die Humusbildungen. Mit Rücksicht auf die Bodencultur, 1897